# Kholmsk
Kholmsk (en russe : Холмск), appelée avant 1946 Maoka (真岡), est une ville de l'oblast de Sakhaline, en Russie, et le centre administratif du raïon de Kholmsk. Sa population s'élevait à 26 067 habitants en 2022.

## Géographie
Kholmsk est située sur la côte occidentale de l'île de Sakhaline, à 53 km à l'ouest de Ioujno-Sakhalinsk.

## Histoire
La ville a été fondée en 1870 comme un avant-poste japonais nommé Maoka. Après le traité de Portsmouth, la ville fut une partie du territoire japonais en 1905. En 1945, elle fut rattachée à l'Union soviétique comme le sud de l'île de Sakhaline. Elle a été nommée Kholmsk en 1946.

## Population
Recensements (*) ou estimations de la population:
| 1925   | 1935   | 1959*  | 1967   | 1970*  | 1979*  | 1989*  |
| ------ | ------ | ------ | ------ | ------ | ------ | ------ |
| 12 184 | 18 906 | 31 541 | 39 000 | 37 412 | 45 158 | 51 381 |

| 1992   | 1996   | 1998   | 2000   | 2001   | 2002*  | 2003   |
| ------ | ------ | ------ | ------ | ------ | ------ | ------ |
| 51 800 | 44 900 | 41 900 | 39 900 | 39 300 | 35 141 | 35 100 |

| 2004   | 2005   | 2006   | 2007   | 2008   | 2009   | 2010*  |
| ------ | ------ | ------ | ------ | ------ | ------ | ------ |
| 34 200 | 33 468 | 32 892 | 32 277 | 31 819 | 31 390 | 30 937 |

| 2011   | 2012   | 2013   | 2014   | 2015   | 2016   | 2017   |
| ------ | ------ | ------ | ------ | ------ | ------ | ------ |
| 30 900 | 30 143 | 29 563 | 28 979 | 28 751 | 28 521 | 28 217 |

| 2018   | 2019   | 2020   | 2021   | 2022   | - | - |
| ------ | ------ | ------ | ------ | ------ | - | - |
| 27 954 | 27 479 | 27 148 | 26 672 | 26 067 | - | - |